# Syndrome de Miller-Dieker
 Mise en garde médicale
Le syndrome de Miller-Dieker est une lissencéphalie grave aboutissant souvent au décès de l’enfant avant deux ans.

## Autres noms de la maladie
- Syndrome agyrie
- Syndrome agyrie-pachygyrie
- Syndrome lissencéphalique de Miller-Dieker
- Lissencéphalie classique
- Lissencéphalie liée au chromosome 17

## Étiologie
Micro délétion du locus p13.3 du chromosome 17 incluant le gène LIS1

## Incidence
1 sur 100 000 naissances. Cette lissencéphalie représenterait le quart de toutes les lissencéphalies.

## Description
Au cours de la grossesse on peut remarquer un hydramnios avec retard de croissance intra-utérin et diminution des mouvements fœtaux. À la naissance le visage est assez caractéristique. Le périmètre crânien est normal mais une microcéphalie s’installe progressivement au cours de la croissance. Le retard mental est sévère avec hyopotonie et crises d’épilepsie.

## Diagnostic

### Anténatal
Possible devant l’absence de signes de gyration du cerveau ou de signes indirects comme l’élargissement du carrefour ventriculaire ou devant une agénésie du corps calleux. L’imagerie à résonance magnétique fœtale fait le diagnostic mais pas avant 28 semaines.
Si le diagnostic est porté les parents peuvent choisir une interruption médicale de grossesse.

### Post natal
L’imagerie à résonance magnétique fait le diagnostic en montrant l’absence des sillons normaux du cortex cérébral et l’épaississement de celui-ci.

## Mode de transmission
Transmission autosomique dominante

## Conseil génétique
La micro délétion est souvent un accident chromosomique de novo. Mais un petit nombre de délétion sont secondaires à un réarrangement chromosomique.
En cas de mutation de novo le risque est très faible. En cas de micro délétion par réarrangement chromosomique, un diagnostic anténatal pour étude chromosomique par F.I.S.H est possible.